# Oberschlesisches Freiwilligen-Korps
Oberschlesisches Freiwilligen-Korps (pol. Górnośląski Korpus Ochotniczy) – niemiecka organizacja paramilitarna, aktywnie biorąca udział w utrzymywaniu porządku wśród ludności kresów wschodnich Górnego Śląska, głównie w zakładach pracy, istniejąca od stycznia do lipca 1919 roku.

## Historia
Na początku stycznia 1919 roku niemieckie władze i przedsiębiorcy z Górnego Śląska obawiając się niepokojów społecznych i ruchów narodowowyzwoleńczych Polaków, wobec słabości i demoralizacji żołnierzy Grenzschutzu, zdecydowali o utworzeniu paramilitarnej organizacji Oberschlesisches Freiwilligen-Korps. Do jej zadań miało należeć zwalczanie wszelkich wystąpień społecznych i narodowych oraz zabezpieczanie zakładów pracy. Już pod koniec stycznia 1919 roku w organizacja tej było ok. 2 tys. ludzi, a w całym okresie działania w jej szeregach było łącznie ok. 4 tys. ludzi.
Do organizacji werbowano niemieckich urzędników, pracowników umysłowych  i robotników z terenu Górnego Śląska. Osoby te, pomimo że nie pracowały w swoim miejscu pracy, otrzymywały wynagrodzenie z tytuły zatrudnienia w przedsiębiorstwach lub urzędach niemieckich, dodatkowo otrzymywały żołd, podobnie jak żołnierze Grenzschutzu. Także przedsiębiorcy ubezpieczali jej członków na wypadek śmierci lub kalectwa. 
Organizacja ta wyróżniała się stosowanie bezlitosnego terroru wobec Polaków oraz robotników, walczących o poprawę warunków pracy. Taka postawa spowodowała szereg wystąpień zarówno Polaków jak i robotników przeciwko jej, a które były krwawo tłumione. Jednak spowodowały, że w lipcu 1919 roku władze niemieckie przystąpiły do jej likwidacji, która formalnie zakończyła się 14 lipca.
Zdemobilizowani członkowie organizacji mieli wrócić do swoich dawnych miejsc pracy, co spotkało się z oporem ze strony załóg, które uważały jej członków za  wrogów zarówno narodowych jak i klasowych. W dniu 8 sierpnia 1919 roku dowódca 6 Korpusu gen. Otto Hörsing, któremu podlegały oddziały niemieckie na Górnym Śląsku, wydał zarządzenie grożące karą 1 roku więzienia z udział w akcjach utrudniających powrotowi członków organizacji do dawnych miejsc pracy. Nie powstrzymało to  jednak protestów i w sierpniu 1919 roku doszło do  szeregu strajków, w których łącznie brało ok. 140 tys. osób, a strajk w kopalni w Mysłowicach w dniu 14 sierpnia 1919 roku został krwawo stłumiony. Wydarzenia te w znacznej mierze przyczyniły się do wybuchu I powstania śląskiego.